# Andéolo
Andéolo o Aniolo (en latín: Andeolus, en francés: Andéol, Esmirna, siglo II - Vivarés, 1 de mayo de 208) fue un religioso que  evangelizó el sur de la Galia. Murió mártir y es venerado como santo por diversas confesiones cristianas. Su fiesta es el 1 de mayo y en algunos lugares, el 4 de mayo.

## Biografía
Andéolo (el nombre deriva del griego andros ("hombre, viril") y ol ("enérgico"), había nacido en Esmirna en el siglo II y fue enviado por San Policarpo de Esmirna a evangelizar el sur de la Galia. Hacia 166 llegó el que después fue conocido como el Vivarés. El emperador Septimio Severo pasó por la región y, al no querer rechazar el cristianismo, le ordenó matar el 1 de mayo del 208 en Gentibus.

## Veneración
El cuerpo de Andéolo fue lanzado al río Ródano y recogido más abajo por una dama romana rica nombrada Amícia Euqueria Tulia, que hizo construir un oratorio de piedra sobre la tumba. En el  siglo V, sobre la invasión de los vándalos, los restos fueron transportados cerca de la Durenza. Nuevamente fueron trasladados, en el primer cuarto del siglo VIII y cerca de las expediciones de los sarracenos, en el primitivo oratorio de Gentibus por orden del obispo Beravino. 
Olvidado en el lugar, hacia 856 sus restos se redescubrieron en Gentibus. En el siglo XI el cardenal Lager, obispo de Viviers, fue construida una gran iglesia en su honor en Bourg-Saint-Andéol; en esta iglesia hay un sarcófago de mármol llamado erróneamente tumba de San Andéolo, que fue reutilizado en el siglo XII para contener las reliquias del santo. El sarcófago se perdió y fue reencontrado en 1865 en la iglesia de San Policarpo de Bourg-Saint-Andéol. 

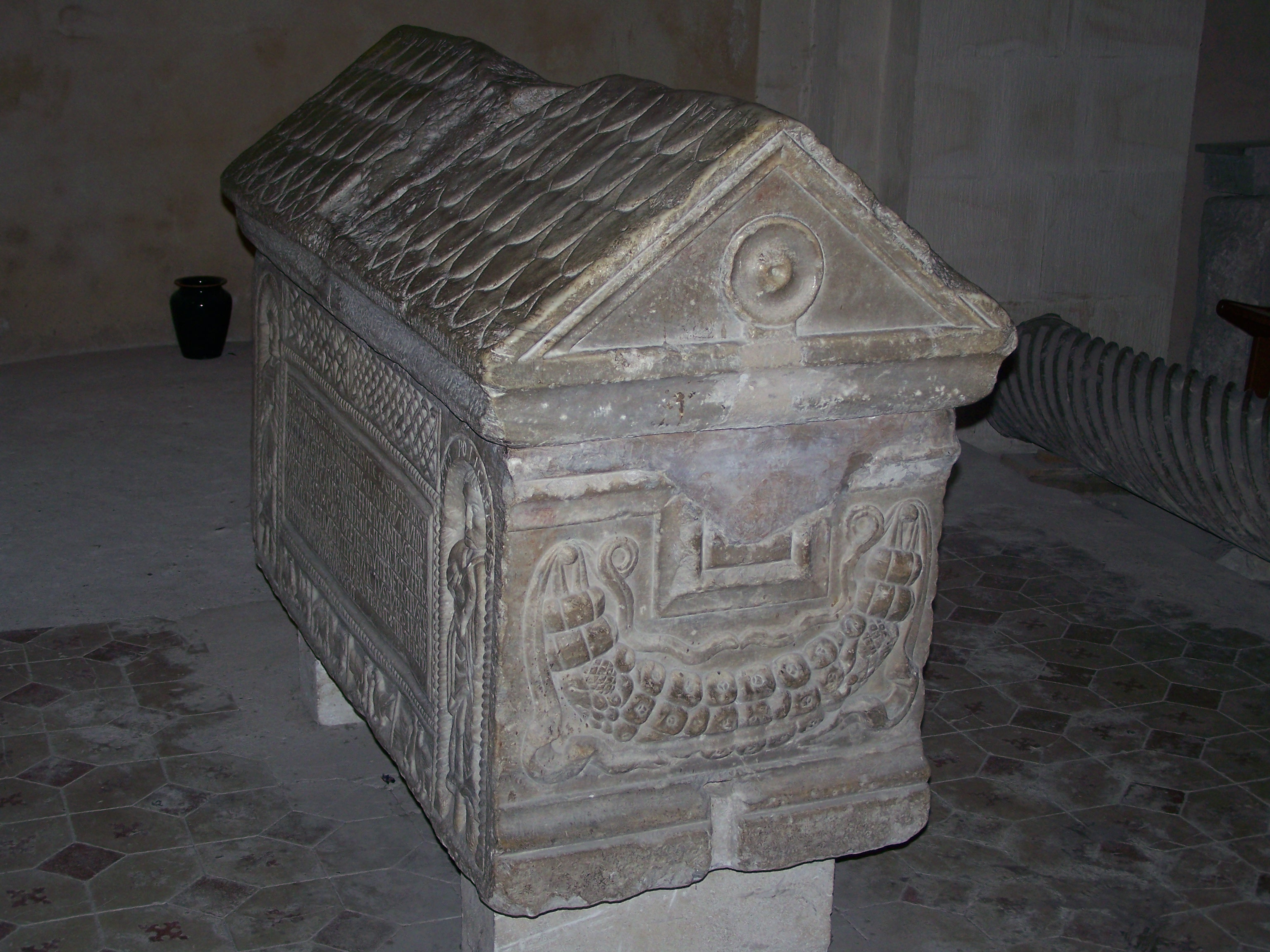
Sarcófago de San Andéolo, en la iglesia de Bourg-Saint-Andéol.